# Cachoeiras
Cachoeiras era una freguesia portuguesa del municipio de Vila Franca de Xira, distrito de Lisboa.

## Historia
Fue suprimida el 28 de enero de 2013, en aplicación de una resolución de la Asamblea de la República portuguesa promulgada el 16 de enero de 2013 al unirse con la freguesia de Castanheira do Ribatejo, formando la nueva freguesia de Castanheira do Ribatejo e Cachoeiras.